# Schauenstein
Schauenstein (pronunciación en alemán: /ˈʃaʊ̯ənˌʃtaɪ̯n/ⓘ) es una ciudad situada en el distrito de Hof, en el estado federado de Baviera (Alemania). Tiene una población estimada, a fines de 2022, de 1878 habitantes.
Está ubicada al norte del estado, en la región de Alta Franconia, a poca distancia de la frontera con los estado de Turingia y Sajonia.